# Campylaspis tubulata
Campylaspis tubulata är en kräftdjursart som beskrevs av Fage 1945. Campylaspis tubulata ingår i släktet Campylaspis och familjen Nannastacidae.
Artens utbredningsområde är Vietnam. Inga underarter finns listade i Catalogue of Life.